# Ralph Fiennes
Ralph Nathaniel Twisleton-Wykeham-Fiennes, känd som Ralph Fiennes ([ˈreɪf ˈfaɪnz]), född 22 december 1962 i Ipswich i Suffolk, är en brittisk skådespelare. 
Han är bland annat känd för roller i filmer som Schindler's List (1993), Den engelske patienten (1996), Röd drake (2002) och The Hurt Locker (2008). Han har också gjort rollen som den onde Lord Voldemort i de sista Harry Potter-filmerna.
Fiennes har nominerats till tre Oscars: 1993 för sin roll i Schindler’s List, 1996 för Den engelske patienten och 2024 för Konklaven.
Fiennes har även varit verksam som regissör och har regisserat filmerna Coriolanus (2011) och The Invisible Woman (2013).
Fiennes är äldst av sju barn, en av hans yngre bröder är skådespelaren Joseph Fiennes. Fiennes far, Mark Fiennes, är fotograf och modern Jini (född Jennifer Lash) är författare.
Fiennes var 1993–1997 gift med skådespelaren Alex Kingston. Utanför skådespelandet är Fiennes socialt engagerad som Unicef-ambassadör.

## Filmografi (i urval)
- 1990 – A Dangerous Man: Lawrence After Arabia
- 1991 – I mördarens spår (TV-serie)
- 1992 – Svindlande höjder
- 1993 – Barnet från Mâcon
- 1993 – Schindler's List
- 1994 – Quiz Show
- 1995 – Strange Days
- 1996 – Den engelske patienten
- 1997 – Oscar and Lucinda
- 1998 – Hämnarna
- 1998 – Prinsen av Egypten (röst som Ramses II)
- 1999 – Sunshine
- 1999 – Slutet på historien
- 2000 – Miraklernas man
- 2002 – Röd drake
- 2002 – Kärleken checkar in
- 2005 – The Chumscrubber
- 2005 – Harry Potter och den flammande bägaren
- 2005 – The Constant Gardener
- 2005 – Den ryska grevinnan
- 2005 – Wallace & Gromit: Varulvskaninens förbannelse (röst som Victor Quartermaine)
- 2006 – Land of the Blind
- 2006 – Bernard and Doris
- 2007 – Harry Potter och Fenixorden
- 2008 – The Duchess
- 2008 – In Bruges
- 2008 – The Reader
- 2009 – The Hurt Locker
- 2010 – Nanny McPhee och den magiska skrällen
- 2010 – Clash of the Titans
- 2010 – Harry Potter och dödsrelikerna – Del 1
- 2011 – Harry Potter och dödsrelikerna – Del 2
- 2011 – Coriolanus (även regi)
- 2012 – Wrath of the Titans
- 2012 – Skyfall
- 2013 – The Invisible Woman (även regi)
- 2014 – The Grand Budapest Hotel
- 2014 – Two Women
- 2015 – Spectre
- 2015 – A Bigger Splash
- 2016 – Hail, Caesar!
- 2016 – Kubo och de två strängarna (röst som Månkungen)
- 2017 – The Lego Batman Movie (röst som Alfred Pennyworth)
- 2017 – Sea Sorrow
- 2018 – The White Crow (även regi och produktion)
- 2018 – Holmes & Watson
- 2019 – Lego-filmen 2 (röst som Alfred Pennyworth)
- 2019 – Official Secrets
- 2020 – Dolittle (röst)
- 2021 – The Dig
- 2021 – The King's Man
- 2021 – No Time to Die
- 2022 – The Forgiven
- 2022 – The Menu
- 2024 – Konklaven
- 2025 – 28 Years Later
- 2025 – The Choral
- 2026 – The Hunger Games: Sunrise on the Reaping